# Крис Прат
Кристофер Мајкл Прат (енгл. Christopher Michael Pratt; Вирџинија, 21. јун 1979) амерички је глумац.
Прат је пажњу публике први пут привукао улогом Брајта Абота у ТВ серији Евервуд у којој је наступао од 2002. до 2006. године. Од 2009. тумачио је улогу Ендија Двајера у Ен-Би-Си-јевој хумористичкој серији Паркови и рекреација, чија је последња епизода емитована 2015. године. Током овог периода играо је споредне улоге у бројним комедијама као што су Кад невесте зарате (2009), Сви моји бивши (2011), Петогодишња веридба (2012) и Достављач (2013), али и у критички успешним филмовима Формула успеха (2011), 00:30 – Тајна операција (2012) и Она (2013) који су били номиновани за Оскара за најбољи филм.
Популарност међу широм публиком стекао је 2014. након што је позајмио глас главном лику у анимираном филму Лего и тумачио улогу Питера Квила/Стар-Лорда у Марвеловом блокбастеру Чувари галаксије. Године 2015. играо је главну улогу у филму Свет из доба јуре, наставку популарног филмског серијала Парк из доба јуре.

## Филмографија
| Улоге на филму      |                                        |               |                                   | |
| Година              | Српски назив                           | Изворни назив | Улога                             | Напомена |
| 2003.               | Екстремни тим                          |               | Кинан                             | |
| 2005.               | Слатке бриге                           |               | Брасон                            | |
| 2005.               | Пут уништења                           |               | Нејтан Макејн                     | ТВ филм |
| 2007.               | Од речи до дела                        |               | Кам                               | |
| 2008.               | Хот дог                                |               | Боби                              | |
| 2008.               | Тражен                                 |               | Бари                              | |
| 2009.               | Кад невесте зарате                     |               | Флечер                            | |
| 2009.               | Дубоко у долини                        |               | Лестер Вотс                       | |
| 2009.               | Опасна Џенифер                         |               | Роман                             | |
| 2011.               | Формула успеха                         |               | Скот Хатеберг                     | |
| 2011.               | Сви моји бивши                         |               | Одвратни Доналд                   | |
| 2011.               | 10 година                              |               | Кали                              | |
| 2012.               | Петогодишња веридба                    |               | Алекс Ејлхауер                    | |
| 2012.               | 00:30 – Тајна операција                |               | Џастин                            | |
| 2013.               | Филм 43                                |               | Даг                               | |
| 2013.               | Достављач                              |               | Брет                              | |
| 2013.               | Она                                    |               | Пол                               | |
| 2014.               | Лего филм                              |               | Емет Бриковски                    | глас |
| 2014.               | Чувари галаксије                       |               | Питер Квил/Стар-Лорд              | Награда Сатурн за најбољег глумца (филм) номинација - Награда Удружења телевизијских филмских критичара за најбољег глумца у акционом филму номинација - МТВ филмска награда за најбољу мушку улогу номинација - МТВ филмска награда за најбољу улогу у комедији |
| 2015.               | Свет из доба јуре                      |               | Овен Грејди                       | номинација - Награда Удружења телевизијских филмских критичара за најбољег глумца у акционом филму номинација - МТВ филмска награда за најбољу мушку улогу |
| 2015.               | Џем и Холограми                        |               | Крис Прат                         | камео |
| 2016.               | Седморица величанствених               |               | Џош Фарадеј                       | |
| 2016.               | Путници                                |               | Џим Престон                       | номинација - Награда Сатурн за најбољег глумца (филм) |
| 2017.               | Чувари галаксије 2                     |               | Питер Квил/Стар-Лорд              | |
| 2018.               | Осветници: Рат бескраја                |               | Питер Квил/Стар-Лорд              | |
| 2018.               | Свет из доба јуре: Уништено краљевство |               | Овен Грејди                       | |
| 2019.               | Лего филм 2                            |               | Емет Бриковски / Рекс Дејнџервест | глас |
| 2019.               | Осветници: Крај игре                   |               | Питер Квил/Стар-Лорд              | |
| 2020.               | Напред                                 |               | Барли Лајтфут                     | глас |
| 2021.               | Сутрашњи рат                           |               | Ден Форестер                      | |
| 2022.               | Тор: Љубав и гром                      |               | Питер Квил/Стар-Лорд              | |
| 2022.               | Свет из доба јуре: Надмоћ              |               | Овен Грејди                       | |
| 2023.               | Супер Марио браћа: Филм                |               | Марио                             | глас |
| 2023.               | Чувари галаксије 3                     |               | Питер Квил/Стар-Лорд              | |
| 2025.               | Електрична држава                      |               | Китс                              | |
| Улоге на телевизији |                                        |               |                                   | |
| 2002–2006.          | Евервуд                                |               | Брајт Абот                        | 89 епизода |
| 2006–2007.          | Округ Оринџ                            |               | Винчестер "Че" Кук                | 9 епизода |
| 2009–2015.          | Паркови и рекреација                   |               | Енди Двајер                       | 117 епизода |
| 2014.               | Уживо суботом увече                    |               | домаћин                           | епизода: Крис Прат/Аријана Гранде |
| 2022.               | Чувари галаксије: Празнични специјал   |               | Питер Квил/Стар-Лорд              | |